# Cynthia Corla
Cynthia Corla Pricillia, beter bekend als Bunda Corla (geboren op 4 juli 1974) is een Indonesische internetberoemdheid, zangeres en actrice.

## Filmografie

### Televisieserie
| Jaar | Titel                 | Rol        | Opmerkingen |
| ---- | --------------------- | ---------- | ----------- |
| 2004 | Gembel Naik Kelas     | Tia Medusa |             |
| 2004 | Si Macan Jadi Sandera |            | Figurines   |
| 2004 | Si Bajaj              | Passagier  | Figurines   |

### Televisieprogramma
| Jaar | Titel                       | Rol               | Opmerkingen |
| ---- | --------------------------- | ----------------- | ----------- |
| 2023 | Ramadan Itu Berkah          | Gast              |             |
| 2023 | Lapor Pak!                  | Gast              |             |
| 2023 | Miss Mega Bintang Indonesia | Associate rechter |             |
| 2023 | D'Koplo                     | Associate rechter | Seizoen 1   |
| 2025 | Catatan Demokrasi           | Bron persoon      |             |

## Prijzen en nominaties
AMI Awards voor beste mannelijke/vrouwelijke electro-dangdut soloartiest/groep/samenwerking.
| Jaar | Prijzen                  | Categorie                                                      | Voordracht                         | Resultaten  |
| ---- | ------------------------ | -------------------------------------------------------------- | ---------------------------------- | ----------- |
| 2023 | Anugerah Musik Indonesia | Artis Solo Pria/Wanita/Grup/Kolaborasi Dangdut Elektro Terbaik | "No Comment" (bersama Tuty Wibowo) | Gewonnen    |
| 2023 | Dahsyatnya Awards        | Si Paling Viral Terdahsyat                                     | Cynthia Corla Pricillia            | Genomineerd |